# 米卢蒂恩·内迪奇
米卢蒂恩·内迪奇曾是南斯拉夫将军（中将）和第二次世界大战爆发前的南斯拉夫皇家陆军总参谋长。 1938年末，他被替换，随后在1941年4月德国领导的轴心国入侵南斯拉夫期间指挥第二集团军。内迪奇的指挥包括米兰·拉琴科维奇将军的第1集团军，负责多瑙河和蒂萨河之间的地区，以及德拉戈斯拉夫·米尔科维奇将军第二军团，负责从斯拉蒂纳到多瑙河的边界。 内迪奇没有陆军集团预备役，但是第二军将组成一个部署在斯拉沃尼亚布罗德以南的步兵师的预备役。

## 早年生活
米卢蒂恩·内迪奇于1882年10月26日出生在贝尔格莱德郊区索波特，父母分别是乔治和佩拉吉亚。他家是一个古老的革命家族。他的哥哥米兰·内迪奇的军事生涯一直持续到第二次世界大战。他的父亲是一位区长，母亲是一名教师。她是尼古拉·米哈伊洛维奇的孙女，诗人西玛·米卢蒂诺维奇·萨拉伊利亚的著作中曾提到过她，她是革命领袖卡拉乔尔杰·彼得罗维奇的盟友。 内迪奇家族最初来自拉扎雷瓦茨附近的村庄。 它的起源可以追溯到两个兄弟，达米特里耶和格利格里耶，他们在塞尔维亚革命期间曾保卫修道院，抵抗土耳其人。 该家族的姓氏来自内迪奇的曾祖母内达，后者是黑山的瓦索耶维奇部落的成员。
1920年，内迪奇与贝尔格莱德一位成功商人的女儿阿纳斯塔西娅·克尔曼诺维奇结婚。 但是婚姻没有持续，后来他娶了一个叫耶利卡·赫里斯蒂奇的女人。 这对夫妇有一个叫纳斯塔斯的儿子。

## 军旅生涯

### 巴尔干战争和第一次世界大战
内迪奇于19世纪末就读于贝尔格莱德的一所军事学院，并以全班第一的成绩毕业。他于1901年开始服兵役，并参加了两次巴尔干战争，期间他在最高司令部通讯部工作，后来担任总参谋长副官。在第一次世界大战期间，内迪奇是战争部总参谋长，也是德林斯卡师的参谋长。

### 两次世界大战期间
在两次世界大战期间，内迪奇曾在保加利亚、法国和意大利担任南斯拉夫军事武官，之后被任命为空军司令官。 他一直担任这个职位，直到1936年9月被任命为总参谋长为止。
1938年9月17日，内迪奇批准了南斯拉夫战争计划，以应对德国吞并奥地利后可能从北方发动的进攻。10月，杜尚·西莫维奇将军取代了他的总参谋长职位，他实施了一项代号为S计划的新战争计划。内迪奇 成为陆军和海军部长。英国的临时外交人员形容他有“迷人的个性”，并表示他“精力充沛、热情敏锐”。他们还指责他在担任部长期间优柔寡断，阻碍了南斯拉夫的航空政策。

### 第二次世界大战
内迪奇在1941年4月德国领导的南斯拉夫入侵轴心国期间指挥了第二集团军。内迪奇的指挥官是米兰·拉琴科维奇将军的第一集团军，负责多瑙河和蒂萨河之间的地区，以及负责从斯拉蒂纳到多瑙河边界的德拉戈斯拉夫·米尔科维奇将军第二军。 内迪奇没有陆军集团预备役，但是第二军将组成一个部署在斯拉沃斯基布罗德以南的步兵师的预备役。入侵期间，他被德国人俘虏，并被拘留在德国的德国战俘集中营。 德军于1942年允许内迪奇返回贝尔格莱德。他于1944年10月离开贝尔格莱德，并撤退到奥地利，并于1945年自杀。

## 脚注
1. ↑  Niehorster 2020.
2. 1 2 3 4 5  Department of Military Intelligence.
3. 1 2  Tomasevich 1975，第55頁.
4. ↑  Glas javnosti & 27 January 2006.
5. 1 2 3 4  Jarman 1997c，第120頁.
6. 1 2  Loi 1978，第44頁.
7. 1 2  U.S. Army 1986，第37頁.